# Astrofísica
Astrofísica é o ramo da física e da astronomia responsável por estudar o universo através da aplicação de leis e conceitos da física, tais como luminosidade, densidade, temperatura e composição química, a objetos astronômicos como estrelas, galáxias e o meio interestelar.
Na prática, pesquisas astronômicas modernas envolvem uma quantia substancial de trabalho em física teórica e observacional. Algumas áreas de estudo para astrofísicos incluem suas tentativas para determinar as propriedades de matéria escura, energia escura, e buracos negros; bem como se a viagem no tempo para o passado é possível, a formação de buracos de minhocas, ou a existência do multiverso; e a origem e o destino final do universo. Tópicos também estudados por astrofísicos teóricos incluem a formação e evolução do Sistema Solar; dinâmica e evolução estelar; formação e evolução galáctica; magnetoidrodinâmica; a macroestrutura da matéria no universo; a origem de raios cósmicos; relatividade geral e cosmologia física, incluindo cosmologia de cordas e astrofísica de partículas.
A astrofísica não deve ser confundida com a cosmologia, pois esta ocupa-se da estrutura geral do universo e das leis que o regem em um sentido mais amplo. Embora ambas muitas vezes sigam caminhos paralelos, frequentemente considerado como redundante, há diferenças quanto ao objeto de estudo.

## História

### Idade antiga

#### Mesopotâmia
Na Mesopotâmia, região situada entre os rios Tigre e Eufrates (atual Iraque), surgiram e se desenvolveram vários povos em meados do século XXXV a.C.. Como os primeiros habitantes da região, os sumérios estão entre os primeiros a cultivar a prática da observação astronômica. Inicialmente, suas observações dos astros possuíam um caráter puramente místico, isto é, astrológico, em que há o entendimento de que os astros regem as relações humanas tanto como regem os ciclos naturais das estações. Por volta do primeiro milênio antes de Cristo, no entanto, iniciou-se a prática de observação do céu como um fim próprio, caracterizando as raízes da astronomia enquanto ciência. Isso acarretou as primeiras aplicações de métodos matemáticos para exprimir as variações observadas nos movimentos da Lua e dos planetas.
Com a introdução da matemática, a astronomia babilônica realizou observações sistemáticas dos movimentos dos planetas e, especialmente, do Sol e da Lua: determinou-se o período da lunação ou mês sinódico, o período do movimento do Sol ou ano trópico, e a inclinação da trajetória anual do Sol pela eclíptica. Além disso, era conhecido o fato de que a velocidade da Lua em seu movimento ao redor da Terra era variável. Os sumérios eram ainda capazes de prever eclipses e também verificaram que os planetas são encontrados sempre em uma mesma região do céu. Nomearam várias constelações, sendo que a maioria delas representava figuras de animais. Daí surgiu o Zodíaco, cujo significado é círculo de animais.

#### Grécia antiga

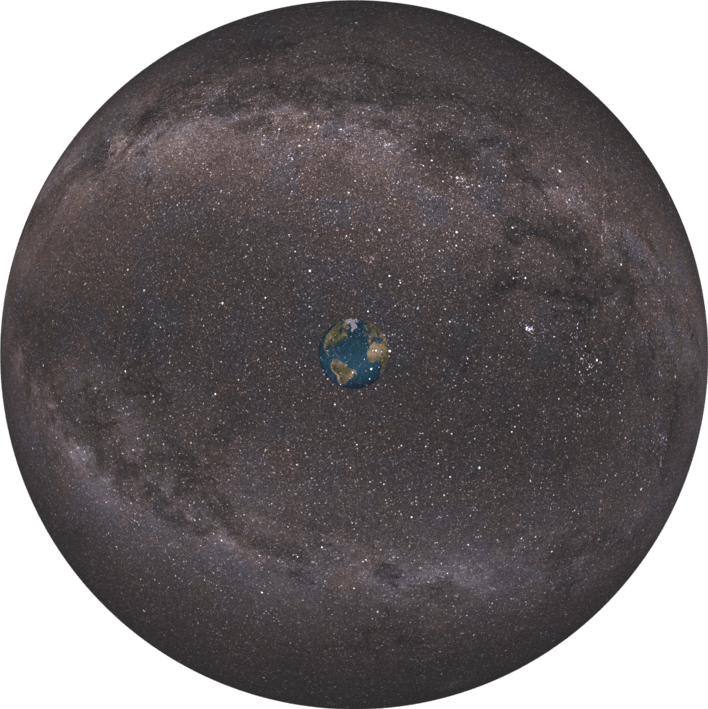
A esfera celeste idealizada pelos gregos.

Na Grécia antiga, destacam-se os trabalhos da escola Jônica. Fundador da escola, Tales de Mileto propôs que o céu era uma abóbada e sugeriu que o Sol e as estrelas não eram deuses, mas sim bolas de fogo e, usando ferramentas matemáticas, previu o eclipse total do Sol em 28 de maio de 585 a.C.. Seu discípulo, Anaximandro de Mileto, utilizou as proporções matemáticas e geométricas para tentar mapear a abóbada celeste, elaborando tratados sobre astronomia e cosmologia em que propôs, almejando explicar a origem das coisas, o conceito de ápeiron, substância primordial da qual tudo provém. Ademais, postulou a existência de um número infinito de mundos, todos acomodados em camadas esféricas; e que a Terra era um cilindro suspenso no centro do universo, sem qualquer suporte.
Aristarco de Samos foi o primeiro a propôr, em 270 a.C., que a Terra gira em torno do Sol. Nicolau Copérnico resgataria o modelo heliocêntrico do sistema Solar quase 2000 anos depois da proposição de Aristarco.
Usando geometria e trigonometria, Eratóstenes chegou no século III a.C. a uma estimativa de 40 000 km para o perímetro da circunferência terrestre, assumindo-a constante.
A astrometria, ramo relacionado à medida precisa da posição e do movimento dos astros, surge com os primeiros catálogos de estrelas. A partir dos dados coletados em seu observatório na ilha de Rodes, o astrônomo Hiparco de Niceia catalogou a posição de 850 estrelas, classificando-as quanto ao seu brilho em seis grupos distintos de 1 a 6, em que 1 é a estrela visível mais brilhante e 6 a menos brilhante. Denominada como sistema de magnitude, essa classificação é usada ainda hoje.

### Idade Moderna

#### As leis de Kepler
|                 |  |             |
| Johannes Kepler |  | Tycho Brahe |

Embora não seja possível datar o início preciso da astronomia, a astrofísica moderna surge no trabalho do astrônomo Johannes Kepler, que formulou as três leis do movimento planetário baseando-se em dados empíricos, coletados pelo astrônomo Tycho Brahe, sobre os planetas do Sistema Solar. As três leis enunciam propriedades das órbitas planetárias: a primeira afirma que tais órbitas são elípticas e contidas em um plano, com o Sol em um dos focos da elipse; a segunda propõe que áreas descritas na elipse pela trajetórias dos planetas, se iguais, serão percorridas em tempos iguais; e a terceira impõe o vínculo de que o quadrado do período de translação {\displaystyle T} de um planeta ao redor do Sol é proporcional ao cubo da distância média {\displaystyle R} do planeta ao Sol. Isto é:
{\displaystyle T^{2}\propto R^{3}}.
Ao analisar os dados empíricos de Brahe, Kepler corrige com sua primeira lei a idealização feita por Copérnico, isto é, afirma que as órbitas dos planetas não são círculos perfeitos, concêntricos ao Sol. Dessa forma, rompeu-se com a tradição do idealismo cosmológico, favorecendo um entendimento científico baseado na experiência.

#### Lei da gravitação universal
Formulada pelo físico inglês Isaac Newton e publicada em Philosophiae naturalis principia mathematica em 1687, a lei da gravitação universal explica teoricamente as três leis empiricamente constatadas por Kepler no escopo da mecânica clássica e do cálculo diferencial, também formulados por Newton.
Newton percebeu que sua segunda lei do movimento era suficiente para explicar as três leis de Kepler, contanto que a força gravitacional de atração entre dois corpos fosse proporcional ao produto de suas massas, {\displaystyle M} e {\displaystyle m}, e inversamente proporcional ao quadrado da distância {\displaystyle r} entre eles, resultando na seguinte expressão:
{\displaystyle {\vec {F}}=-{\frac {GMm}{r^{2}}}{\hat {r}}},
Na expressão acima, {\displaystyle G} é a constante da gravitação universal, determinada entre 1797 e 1798 por Henry Cavendish em sua famosa experiência.

### Idade Contemporânea

#### Relatividade geral
Após formular a teoria da relatividade restrita, o físico alemão Albert Einstein publicou, em 1915, sua teoria da relatividade geral. Essa nova teoria foi construída para expandir os conceitos de relatividade restrita a referenciais não inerciais e propôr uma explicação teórica para o fenômeno da gravidade, anteriormente ausente na lei da gravitação de Newton. Segundo Einstein, a existência de matéria ou energia curva o tecido do espaço-tempo.

#### Nucleossíntese estelar
Com o intuito de entender o mecanismo que produz a energia liberada pelo Sol, o astrônomo Arthur Eddington propôs, em 1920, que a fonte dessa energia seria advinda da fusão nuclear de elementos mais leves em elementos pesados. Após 12 anos da especulação de Eddington, a fusão de isótopos do hidrogênio foi produzida em laboratório. Em 1939, o físico alemão Hans Bethe descreveu detalhadamente o processo de fusão nuclear que ocorre no interior de estrelas, denominado nucleossíntese estelar.

#### Lei de Hubble

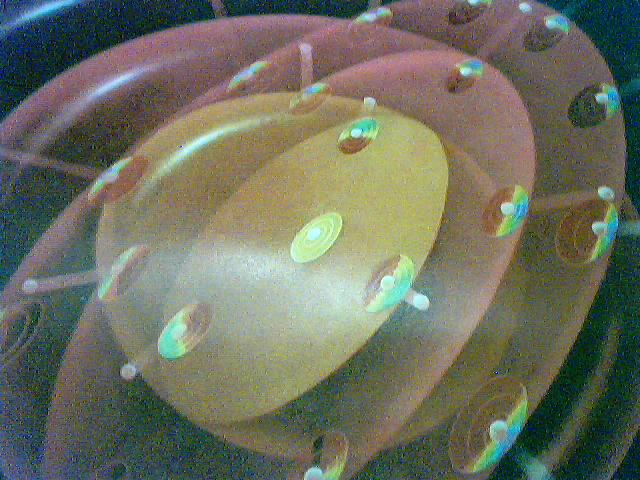
Ilustração sobre a expansão do Universo.

Em 1912, o astrônomo norte-americano Vesto Slipher mediu o espectro eletromagnético da galáxia de Andrômeda - à época identificada como "nebulosa espiral" - percebendo um deslocamento das linhas espectrais para comprimentos de onda menores, isto é, deslocada para o azul (blueshift). Pelo efeito Doppler relativístico, previsto pela relatividade restrita de Einstein, Slipher concluiu que Andrômeda está se aproximando da Terra. Nos anos seguintes, o astrônomo analisou o espectro de 40 galáxias diferentes e observou que a maioria apresentava desvio para o vermelho, ou seja, que estavam se afastando da Terra.
Analisando o comportamento de estrelas Cefeidas, cuja luminosidade varia em um período bem definido, por meio de imagens capturadas pelo telescópio de Monte Wilson, Edwin Hubble e Milton Homason estimaram a distância às outras galáxias. Ao comparar as distâncias entre as galáxias e suas velocidades de afastamento, eles perceberam que galáxias mais distantes afastavam-se com maior velocidade. Admitindo uma relação linear entre a velocidade de afastamento {\displaystyle v} das galáxias e sua distância {\displaystyle d} à Via Láctea, postulou-se a lei de Hubble-Humason:
{\displaystyle v=H_{0}.d}.
Em que {\displaystyle H_{0}} é o parâmetro ou constante de Hubble.

## Divisões
Entre as principais divisões de ramos teóricos e de pesquisa em astrofísica estão as seguintes:

### Mecânica celeste

Diagrama dos pontos de Lagrange provocados pelas forças gravitacionais da Terra e do Sol.

A mecânica celeste estuda o movimento dos astros, que estão submetidos às forças resultantes da atração gravitacional entre corpos celestes, através das leis da mecânica. Assim, essa área encarrega-se, dentre outros, de calcular as distâncias e as posições dos astros do Sistema Solar, determinar massas de estrelas distantes e de outros objetos, calcular órbitas de satélites artificiais em torno da Terra e determinar as trajetórias de sondas espaciais enviadas a outros astros do Sistema Solar.
O objetivo da mecânica celeste, similarmente à astrometria, é o de determinar as posições dos astros e como elas variam com o tempo. Porém, diferentemente da astrometria, a mecânica celeste também é embasada teoricamente pela mecânica clássica.

### Dinâmica estelar
A dinâmica estelar estuda a estrutura e a evolução de sistemas gravitacionais de muitos corpos, enquanto que a dinâmica planetária se interessa por sistemas de poucos corpos. Como diz o nome, na dinâmica estelar, as estrelas são um elemento sempre presente, apesar de nem sempre serem o principal componente como, por exemplo, em aglomerados de galáxias, onde a principal componente do sistema dinâmico é a chamada matéria escura.

### Outras divisões
- Evolução estelar
- Formação e evolução de galáxias
- Astrofísica de partículas
- Planetologia
- Remanescentes estelares
- Cosmologia
- Matéria escura
- Energia escura

## Técnicas analíticas

Objetos em movimento de afastamento relativo à Terra têm seu espectro desviado para o vermelho (redshift), enquanto objetos que se aproximem são desviados para o azul (blueshift).

### Efeito Doppler relativístico
Analogamente ao efeito Doppler clássico, o efeito Doppler relativístico refere-se à mudança da frequência percebida por um observador em movimento relativo à fonte de emissão da onda. No entanto, a versão relativística ocorre em uma onda eletromagnética, desviando a luz para frequências mais baixas (em direção ao vermelho) se a fonte afasta-se relativamente ao observador; e desviando a luz para frequências mais altas (em direção ao azul) caso a fonte esteja se aproximando. Esse fenômeno é resultado da relatividade restrita, embasada matematicamente pelas transformações de Lorentz.
No início do século XX, em torno de 1910-1912, começou o estudo espectral das galáxias.[carece de fontes?] Em torno de 1917 o astrônomo holandês Willem de Sitter demonstrou teoricamente através da relatividade geral que o Universo se expandia, faltando apenas a comprovação "prática".[carece de fontes?]
Na mesma época foi constatado que em sua imensa maioria, as galáxias têm um desvio para o vermelho que aumenta progressiva e proporcionalmente à distância.

### Espectrometria

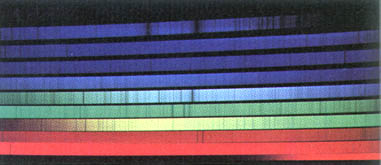
Espectrofotogrametria

Fazendo-se uma análise espectrográfica através do espectrofotômetro de absorção atômica temos como verificar se um astro está se movendo, em que direção e velocidade. Podemos saber se existe um desvio da luz causado pela gravidade de algum corpo próximo, a composição das estrelas e dos gases que estão dispersos, entre estas e o instrumento que faz a medição.
Sempre quando verificamos o espectro de uma estrela, observamos que suas linhas espectrais desviam para o vermelho. Isto se dá, porque ela está se afastando, ao contrário, se estiver se aproximando, o desvio será para o azul. As falhas devido à absorção atômica indicam sua composição. A distância entre linhas espectrais indica vários parâmetros, inclusive a presença de gases e poeira entre a estrela e a Terra.
Outros exemplos de instrumentos usados em astrofísica são os aceleradores de partículas, entre outros equipamentos, estes podem determinar a composição inicial de nosso universo e o comportamento das partículas elementares ao nível de microcosmo.
O telescópio óptico, o radiotelescópio, entre outros, também são exemplos do uso de instrumentação física experimental para a análise e dedução de parâmetros de corpos estelares.